# Ernst-August Hoppenbrock

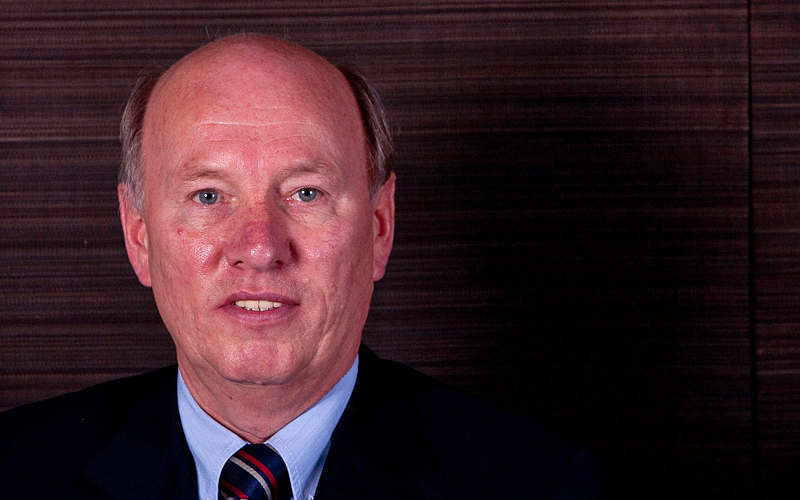
Ernst-August Hoppenbrock im November 2009

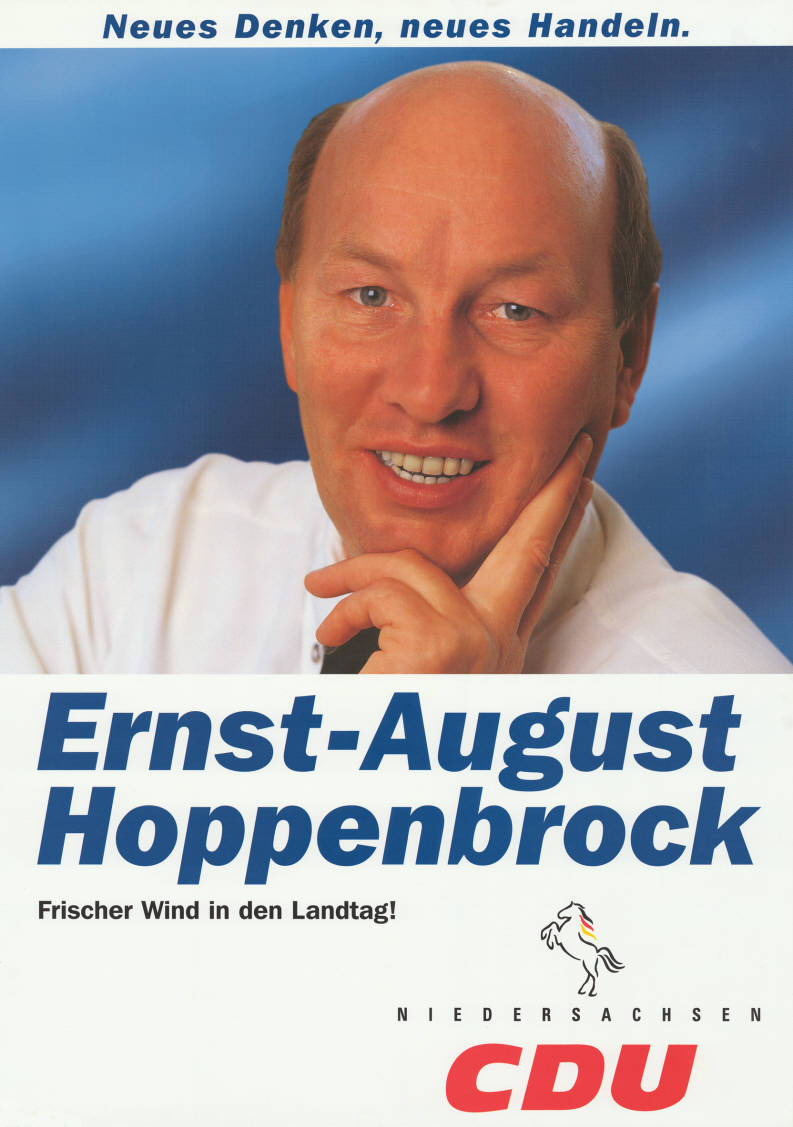
Kandidatenplakat zur Landtagswahl in Niedersachsen 1998

Ernst-August Hoppenbrock (* 23. März 1948 in Melle) ist ein deutscher Kommunalpolitiker der CDU und ehemaliges Mitglied im Niedersächsischen Landtag.

## Ausbildung und Beruf
Nach dem Abitur 1967 leistete er seinen Wehrdienst als Ausbilder bei der Luftwaffe in Budel (Niederlande) und begann ein Jahr später eine landwirtschaftliche Lehre. Danach bewirtschaftete er den elterlichen Betrieb in Melle. 1986 gründete er sein eigenes Unternehmen, die „Hoppenbrock Tierzucht GmbH“.

## Politik
1982 trat er in die CDU ein. Ab 1989 war er Vorsitzender des CDU-Ortsverbandes Melle-Mitte, von 1994 bis 2007 war er Vorsitzender des CDU-Stadtverbandes Melle. Mitglied im Rat der Stadt Melle war Hoppenbrock von 1996 bis 2004 sowie Abgeordneter des Kreistages des Landkreises Osnabrück 2001–2006 und seit 2011. Hoppenbrock ist außerdem Vorsitzender des Verwaltungsrates der Kreissparkasse Melle.
Drei Wahlperioden lang, von 1998 bis 2013, war Ernst-August Hoppenbrock Mitglied des Niedersächsischen Landtages. Er wurde jeweils als Direktkandidat im Wahlkreis Melle gewählt. Von 2003 bis 2013 war Hoppenbrock Mitglied des Ausschusses für Wirtschaft, Arbeit und Verkehr, Vorsitzender des Arbeitskreises „Wirtschaft, Arbeit und Verkehr“ der CDU-Fraktion und wirtschaftspolitischer Sprecher der Fraktion.
Ernst-August Hoppenbrock ist ein Sohn von August Hoppenbrock, der von 1955 bis 1967 Abgeordneter des Niedersächsischen Landtags war. Hoppenbrock ist verheiratet und hat drei Kinder.